# Filialkirche Kühweg

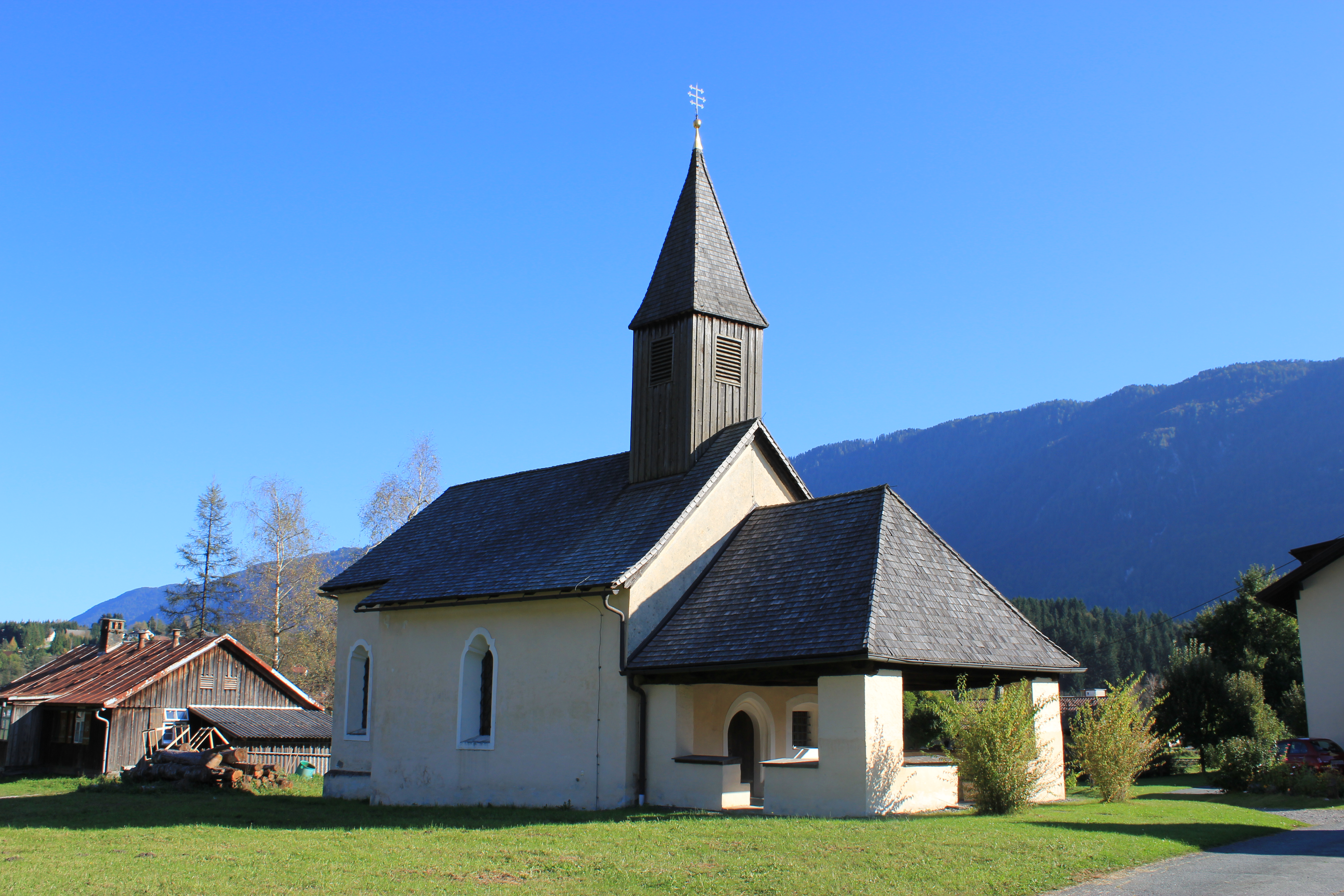

Die Filialkirche Kühweg in der Gemeinde Hermagor gehört zur Pfarre Mitschig und ist dem heiligen Athanasius geweiht. Eine Kirche in Kühweg fand erstmals 1485 urkundliche Erwähnung, damals stand sie unter dem Patrozinium des heiligen Nonnosus.
Bei der Kirche handelt es sich um eine spätgotische Anlage mit barocken Veränderungen. Über dem Langhaus erhebt sich ein hölzerner Dachreiter mit Spitzhelm und einer Glocke vom Ende des 13. Jahrhunderts. Der eingezogene Chor endet in einem Fünfachtelschluss. Die Pfeilervorhalle in der Breite des Schiffes ist am Dachstuhl mit 1635 bezeichnet. Das spitzbogige, abgefaste Westportal besitzt eine Tür mit gotischem Holzschloss.
Das Deckengemälde von 1774 im flachgedeckten Langhaus zeigt die Aufnahme des heiligen Athanasius in den Himmel, ihm zu Füßen um Fürbitte Flehende und im Hintergrund die Burg Malenthein. Ein spitzbogiger, abgefaster Triumphbogen verbindet das Langhaus mit dem Chor, in dem ein Netzrippengewölbe auf Konsolen ruht. Die Evangelistensymbole an den Chorwänden stammen vom selben Maler wie die Deckenmalerei im Schiff. Der Kircheninnenraum wird von Kompositbogenfenstern belichtet.
Der Hochaltar aus dem späten 17. Jahrhundert trägt eine erneuerte Figur des Kirchenheiligen Athanasius, der Seitenaltar vom Anfang des 18. Jahrhunderts ein Mariahilfbild, eine Kopie nach Lucas Cranach.
Die bäuerliche Kanzel entstand am Anfang des 18. Jahrhunderts.